# Мияци
Мияците са етнографска група в Северна Македония.

## История и разпространение
Мияците са разпространени главно в областта Река, Стружко, Дебърско, Тетовско, Гостиварско и в град Крушево.

## Носии
Мияшката мъжка носия се състои от бели бечви с тесни крачули и обточени с черни гайтани, кече на главата, кепаре и минтан. Официалната дреха на мияка е дебърската бела долама от шаек или свита, бяла или червена на цвят. Женската носия включва даритма (покривало за главата), клашеник, кошуля, долама, елече, минтан, кожувче и други.

## Други
На мияците е наречена улица в София (Карта).